# Rafał Syska
Rafał Syska (ur. 18 lipca 1974 w Kielcach) – polski historyk filmu, doktor habilitowany, profesor w Instytucie Sztuk Audiowizualnych Uniwersytetu Jagiellońskiego, w latach 2015–2025 dyrektor Narodowego Centrum Kultury Filmowej. 

## Życiorys
Na początku specjalizował się w analizie przemocy w filmie (doktorat Film i przemoc. Sposoby obrazowania filmowych aktów przemocy), potem skoncentrował się na badaniu autorskich strategii w kinie amerykańskim (habilitacja Zachować dystans. Filmowy świat Roberta Altmana). Po 2008 roku w kręgu jego zainteresowań znalazło się współczesne kino autorskie i slow cinema, a zwłaszcza zdefiniowane przez Syskę tendencje neomodernistyczne (m.in. twórczość Aleksandra Sokurowa, Béli Tarra, Bruno Dumonta, Šarūnasa Bartasa, Freda Kelemena, Tsai Ming-lianga, Lisandra Alonsa i Carlosa Reygadasa), co zaowocowało książką Filmowy neomodernizm. Zajmuje się naukowo wystawiennictwem i muzealnictwem filmowym, a także filmowym aspektem muzealnictwa narracyjnego.
Opublikował również monografię twórczości Teo Angelopoulosa Poezja obrazu. Filmy Theo Angelopoulosa. Był także redaktorem Słownika filmu (wydania: 2005 i 2010), a także współredaktorem wielotomowych publikacji Mistrzowie kina amerykańskiego i Historia kina.
W Instytucie Sztuk Audiowizualnych pracuje w Katedrze Historii Filmu. Prowadzi zajęcia z historii kina, filmu współczesnego oraz organizacji wydarzeń kulturalnych. Dwukrotny stypendysta Komitetu Badań Naukowych i Narodowego Centrum Nauki. W 2012 roku był Scholar Visiting na Columbia University w Nowym Jorku. Wykładał na Middlesex University London (2014), Masarykova univerzita w Brnie (2015), Lietuvos muzikos ir teatro akademija w Wilnie (2016), Universidad de Malaga (2018) i Universidade de Coimbra (2023).
Syska był stypendystą Fundacji imienia Stanisława Estreichera, Tygodnika „Polityka” i Fundacji na Rzecz Nauki Polskiej, a także Fundacji Kościuszkowskiej. W 2009 roku otrzymał Nagrodę Rektora UJ i nominację do nagrody im. Bolesława Michałka za książkę Zachować dystans. Filmowy świat Roberta Altmana. W latach 1994–2004 współtworzył i organizował Międzynarodowy Festiwal Filmowy „Etiuda”, dwukrotnie będąc jego wicedyrektorem organizacyjnym. Publikował artykuły w „Kinie”, „Kwartalniku filmowym” i „Didaskaliach”. Jest pomysłodawcą, założycielem i redaktorem naczelnym (w latach 2011-2018) magazynu o tematyce audiowizualnej EKRANy. W Muzeum Narodowym w Krakowie był kuratorem wystawy Stanley Kubrick (2014) i Wajda (2019 - nagroda Polskiego Instytutu Sztuki Filmowej za wydarzenie roku). Był też kuratorem i współkuratorem wystaw: Kino Kresów. Kultura filmowa na ziemiach wschodnich II Rzeczpospolitej (Narodowe Centrum Kultury Filmowej w Łodzi, 2017), Bez końca. Dialogi Krzysztofa Kieślowskiego (Narodowe Centrum Kultury Filmowej w Łodzi, 2021), Jan A.P. Marzyciel (Muzeum Sztuki i Techniki Japońskiej "Manggha" w Krakowie, 2023).
Od listopada 2015 do 30 czerwca 2025 pełnił funkcję dyrektora Narodowego Centrum Kultury Filmowej w Łodzi, dla którego przygotował koncepcję programową i scenariusze wystaw. Członek Rady (2014-2017) i p.o. Przewodniczącego Rady Programowej Filmoteki Narodowej w Warszawie (2016-2017), Członek Zarządu Stypendystów Fundacji Kościuszkowskiej, Członek Rady Fundacji Kioto-Kraków, Członek Rady Programowej Krakowskiego Biura Festiwalowego.

## Publikacje

### Książki
- Leksykon „100 thrillerów”, Rabid, Kraków, 2002.
- Film i przemoc. Sposoby obrazowania filmowych aktów przemocy, Rabid, Kraków, 2003.
- Słownik filmu (redaktor), Zielona Sowa, Kraków 2005 (drugie wydanie 2010).
- Mistrzowie kina amerykańskiego, tom I. Klasycy, współredakcja Łukasz A. Plesnar, Rabid, Kraków 2006.
- Mistrzowie kina amerykańskiego, tom II. Bunt i nostalgia, współredakcja Łukasz A. Plesnar, Rabid, Kraków 2007.
- Poezja obrazu. Filmy Theo Angelopoulosa, Rabid, Kraków 2008.
- Zachować dystans. Filmowy świat Roberta Altmana, Rabid, Kraków 2008.
- Historia kina, tom 1: Kino nieme, współredakcja Tadeusz Lubelski, Iwona Sowińska, Universitas, Kraków 2009.
- Mistrzowie kina amerykańskiego, tom III. Współczesność, współredakcja Łukasz A. Plesnar, Rabid, Kraków 2010.
- Historia kina, tom 2: Kino klasyczne, współredakcja Tadeusz Lubelski, Iwona Sowińska, Universitas, Kraków 2011.
- Adaptacje literatury amerykańskiej (redaktor), EKRANy,Kraków 2011.
- Arcydzieła klasycznego kina amerykańskiego, współredakcja Łukasz A. Plesnar, EKRANy, Kraków 2013.
- Filmowy neomodernizm, Avalon, Kraków 2014 – nominacja do Nagrody im. Bolesława Michałka za najlepszą książkę filmową roku[3].
- Sekretne światy Jacques'a Rivette'a, Ekrany, Kraków 2017.
- Niezrealizowane arcydzieła kina, Ekrany, Kraków 2018.
- Historia kina, tom 4: Kino końca wieku, współredakcja Tadeusz Lubelski, Iwona Sowińska, Universitas, Kraków 2018.
- Fotosy – Renata Pajchel, Narodowe Centrum Kultury Filmowej, Łódź 2018.
- Kino Kresów: kultura filmowa na ziemiach wschodnich II Rzeczypospolitej: Lwów, Wilno, Grodno, współredakcja Piotr Kulesza, Piotr Komorowski, Narodowe Centrum Kultury Filmowej, Łódź 2018.
- Andrzej Wajda, Muzeum Narodowe w Krakowie, Kraków 2019.
- Kadry Kawalerowicza, współredakcja Anna Wróblewska, Narodowe Centrum Kultury Filmowej, Stowarzyszenie Filmowców Polskich, Łódź-Warszawa 2022.
- Jan A.P. Marzyciel, Muzeum Sztuki i Techniki Japońskiej „Manggha”, Kraków 2023.

### Eseje i artykuły (wybór)
- Film terrorystyczny [w:] Kino gatunków wczoraj i dziś, Krzysztof Loska (red.), Kraków 1998.
- Agresja i zło. Ścieżki XX wiecznej destrukcyjności [w:] Przemoc ikoniczna czy nowa widzialność, Eugeniusz Wilk (red.), Katowice 2001.
- Thriller jako gatunek [w:] Wokół kina gatunków, Krzysztof Loska (red.), Kraków 2002.
- Rewolucja, która nie nadeszła. O politycznych kontekstach twórczości Rainera Wernera Fassbindera [w:] Mistrzowie kina europejskiego, Grażyna Stachówna, Joanna Wojnicka (red.), Kraków 2002.
- Janusz Morgenstern. W pułapce teraźniejszości [w:] Autorzy kina polskiego, Grażyna Stachówna, Joanna Wojnicka (red.), Kraków 2004.
- Béla Tarr. Koło się zamyka [w:] Autorzy kina europejskiego, tom III, Alicja Helman i Andrzej Pitrus, Rabid, Kraków 2007.
- Michael Haneke – w poczuciu winy [w:] Nowa audiowizualność – nowy paradygmat kultury?, Eugeniusz Wilk, Iwona Kolasińska-Pasterczyk (red.), Wydawnictwo Uniwersytetu Jagiellońskiego, Kraków 2008.
- Bruno Dumont – wpatrzenie [w:] Autorzy kina europejskiego, tom V, Alicja Helman, Andrzej Pitrus (red.), Rabid, Kraków 2009.
- Marlowe z zaświatów. „Długie pożegnanie” Roberta Altmana [w:] „Studia filmoznawcze” nr 29, Sławomir Bobowski (red.), Wydawnictwo Uniwersytetu Wrocławskiego, Wrocław 2009.
- Doświadczyć wnętrza kina. Analiza narracyjna Inland Empire Davida Lyncha [w:] Kwartalnik filmowy 71-72/2010, s. 256-280.
- Don Kichot Orsona Wellesa: niedokończona podróż na Księżyc [w:] Od Cervantesa do Pereza-Reverte’a. Adaptacje literatury hiszpańskiej i iberoamerykańskiej, red. Alicja Helman i Kamila Żyto, Warszawa: Kino Rabid 2010, s. 18-33.
- Teoria znaczenia Davida Bordwella, cz. I, „EKRANy” 1-2/2012, s. 74-79.
- Neomodernizm. Kino w wolnym tempie, „EKRANy” 1-2/2012, s. 4-15.
- Teoria znaczenia Davida Bordwella, cz. II, „EKRANy” 3/2012, s. 66-71.
- Wewnętrzny świat kobiet. Wczesna twórczość Chantal Akerman, „Kwartalnik filmowy” 79/2012, s. 90-105.
- Nostalgia za Tarkowskim. Kino Carlosa Reygadasa i Aleksandra Sokurowa [w:] Strefa filmu. Kino Andrieja Tarkowskiego, Iwona Anna NDiaye, Marek Sokołowski (red.), Wydawnictwo Adam Marszałek, Toruń 2013, s. 357-378.
- Split screen – historia rozbitego świata, „EKRANy” 2013, 5 (15), s. 51-55.
- Mozaikowy ekran, czyli cyfrowy split screen, „EKRANy” 2014, 1 (17), s. 50-54.
- Czasotrwanie. Moda na Gilles’a Deleuze’a, „EKRANy” 2014, 2 (18), s. 86-91.
- Art-hard core, „EKRANy” 2014, 3-4 (19-20), s. 26-34.
- Shinji Aoyama: w poszukiwaniu rodziny [w:] Autorzy kina azjatyckiego II, red. Agnieszka Kamrowska, EKRANy 2015, s. 235-258.
- (Re)konstruowanie pamięci o Rewolucji w nowym kinie rumuńskim, [w:] „Images” 26, vol. XVII, s. 5-13.
- Ślady niepowstałych filmów [w:] „Kwartalnik filmowy” 89-90/2015, s. 27-40.
- Kino greckie lat sześćdziesiątych i siedemdziesiątych [w:] Kino epoki nowofalowej, red. Tadeusz Lubelski, Iwona Sowińska, Rafał Syska, Universitas, Kraków 2015, s. 1091-1126.
- Renesans Hollywoodu. Kino amerykańskie lat 70., współautor Michał Lesiak [w:] Kino epoki nowofalowej, red. Tadeusz Lubelski, Iwona Sowińska, Rafał Syska, Universitas, Kraków 2015, s. 883-962.
- Antonioni w Amazonii i na Pacyfiku [w:] „EKRANy” 6/2015, s. 97-105.
- Mauzolea kina i parki rozrywki [w:] „EKRANy” 1/2016, s. 82-85.
- Smart cinema. Mądre kino z indie świata [w:] „Kwartalnik filmowy” 93-94/2016, s. 130-139.
- Melancholie Gustawa Flauberta i Eugène’a Greena. „Każda noc” według pierwszej redakcji „Szkoły uczuć” [w:] Patrycja Włodek (red.), Adaptacje literatury francuskiej, Kraków 2016.
- Niewidoczni bohaterowie pierwszego planu. RKO a Orson Welles [w:] Orson Welles. Twórczość – Recepcja – Dziedzictwo, Paweł Biliński (red.), Wydawnictwo Uniwersytetu Gdańskiego, Gdańsk 2016, s. 59-72.
- Urok jawnogrześnicy. Maddalena Jerzego Kawalerowicza [w:] „Kwartalnik filmowy” 95/ 2016, s. 175-183.
- „Kontener” Lukasa Moodysona – garb brzydkiego ciała [w:] „InterAlia” 11b/2016, s. 20-31. Czasopismo dostępne w wersji internetowej: http://interalia.org.pl/media/11B_2016/interalia_11b_2016_brzydkie_ciala.pdf
- Niczyi w tyranii wspólnoty : "Samotny głos człowieka" Aleksandra Sokurowa i "Rzeka Potudań" Andrieja Płatonowa, [w:] Od Puszkina do Brodskiego : adaptacje literatury rosyjskiej, Joanna Wojnicka (red.), Ekrany, Kraków 2017, s. 285-305.
- Ślady niepowstałych filmów [w:] Rafał Syska (red.), Niezrealizowane arcydzieła kina, Ekrany 2018, s. 9-22.
- Intensity of the Moment [w:] Rafał Syska (ed.), Fotosy:– Renata Pajchel, Narodowe Centrum Kultury Filmowej, Łódź 2018, s. 7-32.
- Reaganomatografia. Kino amerykańskie lat osiemdziesiątych [w:] Historia kina, tom 4: Kino końca wieku, współredakcja Tadeusz Lubelski, Iwona Sowińska, Universitas, Kraków 2018, s. 81-160.
- Grecja [w:] Historia kina, tom 4: Kino końca wieku, współredakcja Tadeusz Lubelski, Iwona Sowińska, Universitas, Kraków 2018, s. 1189-1204.
- Film w ruchu, „EKRANy” 3-4/2019, s. 38-42.
- Komiks w muzeach i galeriach. Paradoksy obecności i nieobecności komiksów w muzealnych praktykach, w: „Kultura popularna”, 2019 nr 4 (62), s. 28-41.
- SnorriCam. A New Look at the Face [w:] Post-technological Experiences. Art-Science-Culture, Michał Krawczak (red.), Adam Mickiewicz University Poznan 2019, s. 180-187.
- Neomodernistyczny melodramat filmowy [w:] Monografia miłości, Alicja Helman, Andrzej Pitrus (red.), Wydawnictwo Uniwersytetu Jagiellońskiego, Kraków 2021, s. 93-116.
- Dotknięcie filmu. Techniczne uwarunkowania obecności filmu w muzeum [w:] „Kwartalnik Filmowy” 113 (rok 2021), s. 68-90.
- Film w przestrzeni. Kino polskie na wystawach galeryjnych i muzealnych [w:] Film polski współcześnie: od głównego nurtu do eksperymentu, Marta Giec, Artur Majer (red.), PWSFTviT w Łodzi, Łódź 2021, s. 261-282.
- Przy biurku na Puławskiej. Kawalerowicz kierownikiem Zespołu Filmowego „Kadr” [w:] Kadry Kawalerowicza, Rafał Syska, Anna Wróblewska (red.), Narodowe Centrum Kultury Filmowej, Stowarzyszenie Filmowców Polskich, Łódź-Warszawa 2022, s. 93-112.